# 有田チルドレン
有田チルドレン（ありたチルドレン）は、TBS系列で2015年4月21日から同年9月22日火曜『テッペン!』枠（23:53 - 翌0:38、JST）で放送されていたバラエティ番組である。

## 概要
2015年3月まで『有田のヤラシイ…』に出演していたくりぃむしちゅーの有田哲平が、毎週ゲストを迎えて様々な芸能人の卵を発掘していく番組。初回放送の冒頭で、有田は「『トークでもコントでも、“有田組”だけで何をやってもいい』と言われたが、“有田組”に誰もいなかった。そこで、有田組、有田チルドレンをゼロから探す」と、ゲストに向けて番組のコンセプトを語っている。
2015年9月22日をもって放送終了したが、有田出演枠は同年10月より木曜深夜にて『アリよりのアリ〜理想の男女をビジュアル化〜』が放送されている。
2016年5月9日より月曜深夜にて後継番組『有田ジェネレーション』が放送を開始した。

## 出演
メインキャスト
- 有田哲平（くりぃむしちゅー）・・肩書きは「審査委員長」[1]。

レギュラー
- 小峠英二（バイきんぐ）・・肩書きは「専属スカウトマン」。

## 内容
有田哲平が最強の「有田軍団」を形成すべく、天下無敵の個性派「有田チルドレン」をオーディションで選ぶ。
毎回オーディションテーマがあり、小峠スカウトマンが複数の該当芸能人を紹介し、候補者は「PPR（ポテンシャルPR）」する。
それを有田が率いる「審査員ズ」が審査するが、誰一人合格しないことが多い。

## ネット局と放送時間
| 放送対象地域   | 放送局                    | 系列    | 放送期間                    | 放送日時                     | 備考       |
| -------------- | ------------------------- | ------- | --------------------------- | ---------------------------- | ---------- |
| 関東広域圏     | TBSテレビ（TBS）          | TBS系列 | 2015年4月21日 - 9月22日     | 火曜 23:53 - 翌0:38          | 製作局     |
| 北海道         | 北海道放送（HBC）         | TBS系列 | 2015年4月21日 - 9月22日     | 火曜 23:53 - 翌0:38          | 同時ネット |
| 岩手県         | IBC岩手放送（IBC）        | TBS系列 | 2015年4月21日 - 9月22日     | 火曜 23:53 - 翌0:38          | 同時ネット |
| 宮城県         | 東北放送（TBC）           | TBS系列 | 2015年4月21日 - 9月22日     | 火曜 23:53 - 翌0:38          | 同時ネット |
| 山形県         | テレビユー山形（TUY）     | TBS系列 | 2015年4月21日 - 9月22日     | 火曜 23:53 - 翌0:38          | 同時ネット |
| 福島県         | テレビユー福島（TUF）     | TBS系列 | 2015年4月21日 - 9月22日     | 火曜 23:53 - 翌0:38          | 同時ネット |
| 新潟県         | 新潟放送（BSN）           | TBS系列 | 2015年4月21日 - 9月22日     | 火曜 23:53 - 翌0:38          | 同時ネット |
| 長野県         | 信越放送（SBC）           | TBS系列 | 2015年4月21日 - 9月22日     | 火曜 23:53 - 翌0:38          | 同時ネット |
| 静岡県         | 静岡放送（SBS）           | TBS系列 | 2015年4月21日 - 9月22日     | 火曜 23:53 - 翌0:38          | 同時ネット |
| 鳥取県・島根県 | 山陰放送（BSS）           | TBS系列 | 2015年4月21日 - 9月22日     | 火曜 23:53 - 翌0:38          | 同時ネット |
| 岡山県・香川県 | 山陽放送（RSK）           | TBS系列 | 2015年4月21日 - 9月22日     | 火曜 23:53 - 翌0:38          | 同時ネット |
| 福岡県         | RKB毎日放送（RKB）        | TBS系列 | 2015年4月21日 - 9月22日     | 火曜 23:53 - 翌0:38          | 同時ネット |
| 熊本県         | 熊本放送（RKK）           | TBS系列 | 2015年4月21日 - 9月22日     | 火曜 23:53 - 翌0:38          | 同時ネット |
| 大分県         | 大分放送（OBS）           | TBS系列 | 2015年4月21日 - 9月22日     | 火曜 23:53 - 翌0:38          | 同時ネット |
| 鹿児島県       | 南日本放送（MBC）         | TBS系列 | 2015年5月6日 - 10月7日      | 水曜 0:05 - 0:50（火曜深夜） | 遅れネット |
| 富山県         | チューリップテレビ（TUT） | TBS系列 | 2015年5月6日 - 10月15日     | 木曜 0:53 - 1:38（水曜深夜） | 遅れネット |
| 中京広域圏     | CBCテレビ（CBC）          | TBS系列 | 2015年5月6日 - 10月20日     | 水曜 0:44 - 1:32（火曜深夜） | 遅れネット |
| 広島県         | 中国放送（RCC）           | TBS系列 | 2015年5月7日 - 10月8日      | 木曜 0:38 - 1:23（水曜深夜） | 遅れネット |
| 近畿広域圏     | 毎日放送（MBS）           | TBS系列 | 2015年8月8日 - 2016年2月2日 | 火曜 0:59 - 1:44（月曜深夜） | 遅れネット |

## 主なスタッフ
- 構成：くらなり、木南広明、カツオ
- リサーチ：平岡達哉（ライターズ・オフィス）
- ナレーター：赤平大
- TM：丹野至之
- TD：大蔵聡
- カメラ：横田研一
- VE：平子勝隆
- 音声：宇野仁美
- 照明：加藤由美子
- 音響効果：藤代広太
- 編集：波江野剛、山本浩三、高橋和也、市川敏之
- MA：伊藤剛
- CGデザイン：大森清一郎
- 編集協力：オムニバス・ジャパン、東京オフラインセンター、メディア・リース
- 美術プロデューサー：齊藤傑
- 美術デザイナー：木村真梨子
- 美術制作：鈴木康裕
- 装置：森田正樹
- 操作：佐藤翔太
- 電飾：住義仁
- ヘアメイク：大岩乃里子
- 編成：高山暢比古
- TK：葛貫明子
- 宣伝：奥住達也
- デスク：堀江知里
- 協力P：刀根鉄太
- キャスティングプロデューサー：中村恵
- アシスタントディレクター：吉田航、松崎能也、木田龍之介、村野未沙樹、杉本諒
- ディレクター：鈴木剛、川瀬貴裕、広瀬陽一、柳瀬寿明、田中宏明、浅沼雄介、雨宮智史、松本健人、盛秀男、青木達生
- 制作：大久保竜
- 企画プロデュース：坂田栄治
- 総合演出：岡村純太
- プロデューサー：久我雄三
- 製作著作：TBS